# 桑威维萨亚兰寺
桑威维萨亚兰寺，简称桑维寺，是位于泰国曼谷拍那空县三帕雅寺区的三级皇家寺庙。

## 历史
1772年，寺庙获得皇家维松坎西玛勋章。起初被称为Wat Sam Chin，因为相传是三个中国人共同建造此寺。后来，寺庙的名字在拉玛一世统治时期改名为邦兰普寺（Wat Bang Lamphu），他让僧侣们重修邦兰普寺。后来，拉玛三世下令整修这座寺庙。寺院迁建于现址。拉玛四世统治时期，苏德先生被任命为工艺部常务秘书，恢复寺内主佛像并赐予新名“桑威维萨亚兰寺”。
1869年，寺庙遭遇火灾。Kromkhun Phuwanai Naruebaentharathiban对寺院建筑进行全面修复。后来，拉玛六世国王统治时期，对整个寺院进行了整修。同时在Chong Kut门到邦兰普运河旁边修建了一座桥。

## 建筑景观

### 礼拜堂
礼拜堂是一座砖混结构的建筑。与拉达那哥欣王朝初期的佛塔具有相同的特征。其他建筑包括弥勒佛寺、藏经阁和钟楼。